# Bertrand du Pouget
|  | Aquest article tracta sobre el cardenal. Si cerqueu el trobador, vegeu «Bertran del Pojet». |

Bertrand del Puget —Bertrando del Poggetto (italià)— (1280 – 3 de febrer de 1352) va ser un diplomàtic papal i cardenal occità. És un dels personatges històrics de la novel·la El nom de la rosa d'Umberto Eco.

## Joventut (1280-1319)
Bertrand del Puget va néixer en una família noble de la regió del Carcí, i va començar – en tant que fill més jove - la carrera eclesiàstica: en aquesta elecció, sens dubte va influir en l'oncle matern de Bertrand, Jacques Duèze, llavors bisbe d'Avinyó i el futur Papa amb el nom de Joan XXII. Després d'haver obtingut un doctorat en teologia i dret canònic, Bertrand, amb la protecció del seu oncle bisbe, va començar a acumular diferents beneficis eclesiàstics: canonge de l'església de Nostra-Senyora de Pont-Fract (1310) i després degà d'Issigeac (1312). El 1316 el seu patró va esdevenir Papa, prenent el nom de Joan XXII: Bertrand rebé títols addicionals, com ara el de canonge de la catedral de Narbona i ardiaca de Le Mans. El 17 de desembre d'aquell mateix 1316, finalment, Joan XXII el va elevar a la dignitat de cardenal amb el títol de San Marcello.

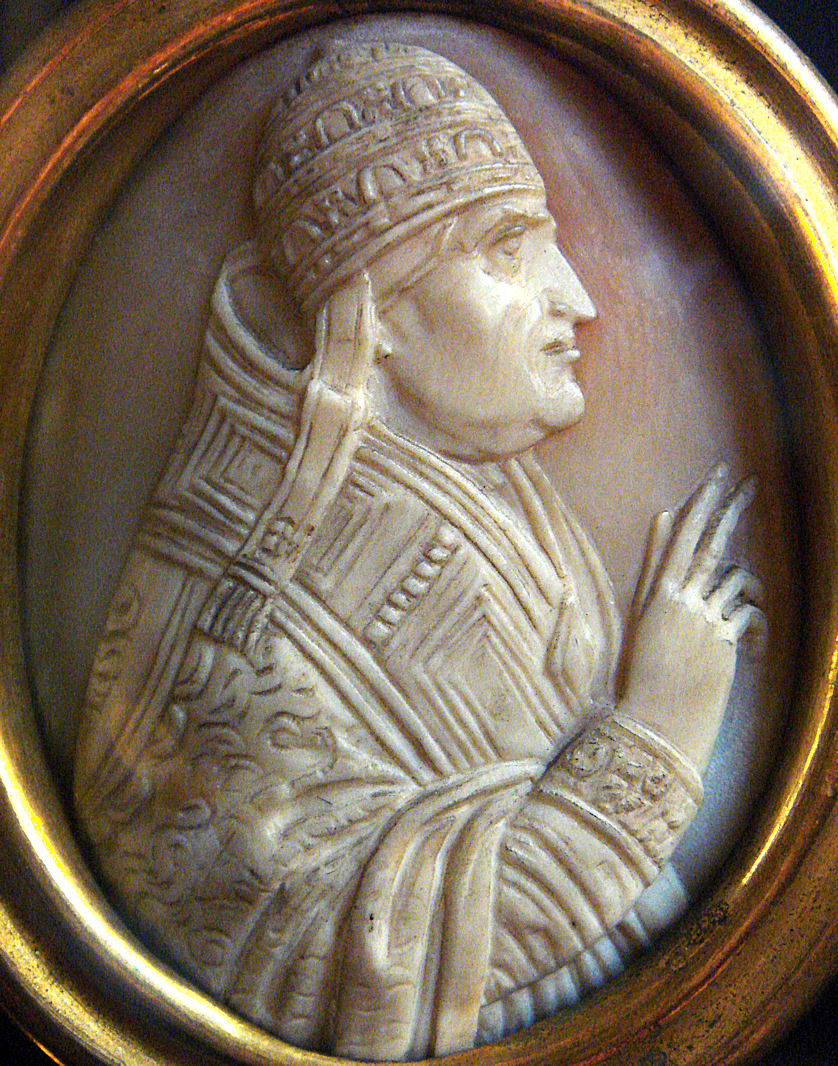
Camafeu amb la figura de Joan XXII

## Panorama polític
El captiveri d'Avinyó havia debilitat l'autoritat papal a Itàlia. El buit de poder creat havia estat aprofitat per l'emperador Lluís el Bavarès per enfortir els seus partidaris italians, el gibel·lins (a diferència dels güelfs partidaris del Papa). Després va conferir el títol de vicari imperial a Matteo Visconti, senyor de Milà: s'havia embarcat en una campanya militar massiva al nord d'Itàlia (1314-1316), conquerint Pavia, Alessandria, Tortona, Vercelli, Parma i Piacenza. El Senyor de Verona Cangrande della Scala, per la seva banda, va ampliar les seves possessions a Veneto i Passerino Bonaccolsi, senyor de Màntua, havia guanyat el control de Mòdena. Per respondre els agressius gibel·lins, en 1314, Climent V (un mes abans de la seva mort) tenia designat com a vicari papal Robert d'Anjou, rei de Nàpols i el principal partidari de la política güelfa a Itàlia, juntament amb la República de Florència. Joan XXII, successor de Climent V després de més de dos anys amb la Santa Seu vacant, es va afanyar a confirmar el nomenament fet pel seu predecessor. L'amarga política antigibel·lina de Joan XXII (que desconfiava dels senyors de Milà, Verona i Màntua del títol de vicaris imperials, no va reconèixer l'elecció imperial i va excomunicar Matteo Visconti per heretgia), que va conduir a una consolidació frontal dels gibel·lins, encapçalada pels Visconti de Milà, els Scaglieri de Verona, i els Bonacolsi de Màntua, recolzats per l'emperador Lluís. Malgrat els esforços del Papa, la posició de l'Església a Itàlia va tenir la possibilitat de veure's seriosament afectada per la previsió gibel·lina, amenaçant d'aquesta manera no només els històrics partidaris de l'Església (Florència i Nàpols), sinó també les mateixes possessions papals, en particular, la Romanya. Aquesta terra va ser, de fet, dividida en molts petits senyorius, però que derivaven oficialment la seva autoritat del nomenament papal.

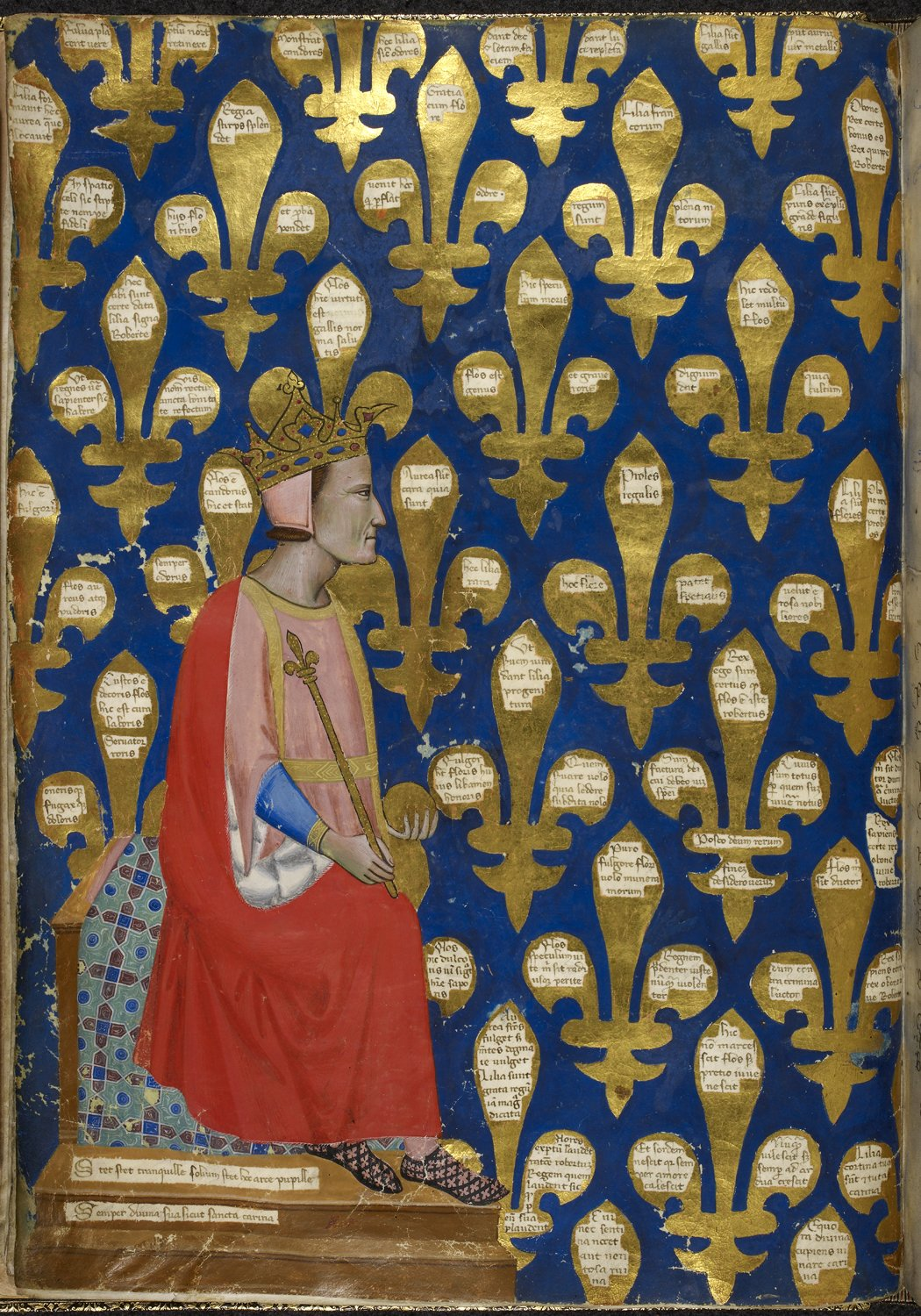
Miniatura de Robert d'Anjou. British Library

## Nomenament com a legat papal (1320-1327)
Joan XXII va decidir intervenir: en 1319 va nomenar Bertrand legat pontifici per a Llombardia, la Província Romandiolae (tota la Romanya amb bolonyesa) i Toscana definint-lo a la butlla de nomenament "el nostre àngel de la pau." Bertrand llavors va reclutar un exèrcit de mercenaris que, en 1320, va entrar a Itàlia. El seu discurs va anul·lar l'equilibri de poder: entre 1320 i 1327 el cardenal va prendre als Visconti Asti, Pavia, Piacenza, Parma i Reggio Emilia. No va tenir èxit en la presa de Milà, car l'exèrcit güelf ser durament derrotat pels Visconti a Vaprio d'Adda el 8 de febrer de 1324. En qualsevol cas, l'objectiu real de Bertrand era apoderar-se de Bolonya, una ciutat estratègica per evitar que els gibel·lins avancessin cap a la Toscana i Roma. Tement l'avanç de Lluís de Baviera, que estava organitzant una expedició des de Trento, la ciutat emiliana es va rendir voluntàriament i Bertrand va entrar el 3 de febrer de 1327, va cinc dies després de rebre el senyoriu. Immediatament es va iniciar la construcció d'un palau-castell sumptuós, el castell de Porta Galliera, acabat en 1332; que per una banda havia d'enfortir la defensa, i per l'altre es convertí en la seu provisional del papat per davant de la declaració final del Papa a Roma (segons el que confirmà Francesco Petrarca en una carta de 1331). La construcció de l'edifici de Bolonya va brindar l'oportunitat al Cardenal per mostrar la seva condició de mecenes de les arts: historiadors de l'art, de fet, creuen que la capella del palau va ser decorat per Giotto di Bondone, que es trobava present a Bolonya en aquell moment.

## Operacions a Itàlia (1327-1330)

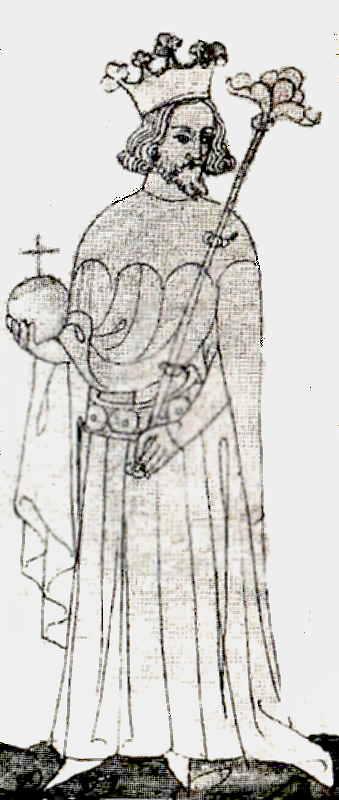
Joan de Bohèmia

L'aliat de Bertrand, Robert d'Anjou, es va lliurar tant política com militarment a les activitats del cardenal, i va prendre avantatge per la qual es nomena a les ciutats conquistades batlles lleials a ell: estava clar que tenia la intenció d'estendre la seva influència al Nord per transformar el Regne de Nàpols en la primera potència a Itàlia. Bertrand - com ho demostren els informes al Papa - era conscient de les intencions del sobirà anjoví, que contrastaven amb la política papal a Itàlia: aquesta política, de fet, preferia mantenir molts petits Estats per fer front i per tractat d'estendre la seva influència. Això malgrat el rei de Nàpols seguia sent el primer aliat del Papa a sòl italià.
Aquests contrastos van ser temporalment inactivats a causa de la caiguda de l'emperador Lluís de Baviera a Itàlia (1327): després dels primers èxits (reconquesta de Piacenza, Parma i Pavia), però, l'emperador van cometre una sèrie d'errors que el van desacreditar als ulls dels gibel·lins italians: el principal va ser eliminar Milà als Visconti, els seus principals aliats de la que no obstant això no aprecien l'excessiva independència. L'acte va espantar els altres potentats gibel·lins, que van retirar el seu suport a l'emperador. La mateixa Pisa, històrica ciutat imperial, va tancar les portes a Lluís qui, per entrar, va haver d'assetjar-la. En 1329 Lluís, vista la impossibilitat d'imposar el seu control sobre la lliga gibel·lina, va tornar a Alemanya.
A l'any següent, Milà i Verona (gibel·lines, encara que ara només de nom) van assetjar la güelfa Brescia, que va cridar al seu rescat el rei Joan I de Bohèmia. Va arribar a Itàlia amb un exèrcit i va alliberar a la ciutat llombarda, que se li va oferir com un feu: Bertrand va veure en Joan una oportunitat per aturar l'excessiu poder del rei de Nàpols i va passar decisivament al seu costat.
Joan, amb el seu favor, va recuperar Parma, Vercelli, Pavia i Piacenza, les va tornar a la Santa Seu, que les governà com a feus papals. Amb aquesta maniobra, les ciutats del nord es van treure la influència de Nàpols.

## Derrota (1330-1334)
Robert d'Anjou va entendre les intencions del Cardenal i aturar-lo va posar en marxa una política audaç. El rei de Nàpols en realitat havia entès que l'antic esquema dels güelfs-gibel·lins estava enquistat: les diferents potències italianes veien la lleialtat a l'emperador o al Papa només com a ajuda externa per ampliar i mantenir el seu poder. Aquests poders es desplegarien en contra de qualsevol persona que s'atrevís a amenaçar aquest poder. En 1332 Robert va convocar als senyors italians principals (güelfs i gibel·lins) a Gènova, va fer la pau i va crear una aliança per derrotar Bertrand i Joan de Bohèmia. A aquesta lliga van assistir pel bàndol güelf Nàpols i Florència i pel gibelí Milà, Màntua i Ferrara. En resposta, el 1332, el Papa va crear Bertrand marquès d'Ancona i comte de Bolonya, per tal de reafirmar l'autoritat papal en aquestes terres.
El cardenal Bertrand du Pouget va decidir passar de Bolonya a Ferrara amb l'exèrcit de Joan I d'Armanyac per sotmetre-la però a l'abril de 1333, Pinalla Aliprandi conduí sis-cents infants per ajudar a la ciutat, i el dia 14 del mes, juntament amb les tropes dels Scala, dels Gonzaga i florentines, va desfer el 'exèrcit papal. La derrota va ser seguida per la revolta dels senyors de Romanya (Forlì, Rimini, Cervia i Ravenna) irritats per la negativa de Bertrand d'enviar ajut pecuniària per rescatar els presoners. El rei de Bohèmia va concloure la pau amb els opositors, va vendre la ciutat italiana sota el seu domini, i va tornar a casa, mentre que Bertrand estava bloquejat a Bolonya. Aquí, però, els ciutadans, oprimits de l'opressió de les tropes papals i descontents del sistema fiscal excessiu del legat papal, es van tornar en contra seva el 17 de març de 1334 i el van assetjar al castell de Porta Galliera, aprofitant l'absència de les tropes papals, atretes fora de la ciutat pel marquès d'Este. El setge va durar 10 dies i es va dur a terme sense l'ús d'armes, però va obligar els ocupants del castell per a una rendició incondicional. Només gràcies a la mediació de Florència, que va enviar tres-cents cavallers i quatre ambaixadors, Bertrand va ser capaç de sortir de la ciutat per evitar ser linxat (28 de març) i, després de dissoldre els pocs homes que li quedaven, va tornar a Avinyó. Els bolonyesos van arrasar el castell: l'única obra d'art que es va salvar dels saquejos va ser el retaule de la capella del palau, dissenyat per Giovanni Balducci (el primer a ser construït en marbre, que fins llavors eren panells pintats) que va ser traslladat a la Basílica de San Domenico, convertint-se en l'altar major. Abandonada la idea de crear una cort papal a Bolonya, el Papa va haver va construir el 1335 el seu propi palau a Avinyó.

## Retorn i mort
Bertrand va tornar a França, la cort papal: en aquest mateix 1334 l'oncle Joan XXII va morir, i va ser triat Benet XII, qui el va mantenir allunyat de la vida política a Avinyó. El cardenal es va retirar a Villeneuve-lès-Avignon, on es va fer construir un magnífic castell i on va morir.

## Bertrand en l'art i en l'espectacle
Més enllà de la figura militar i política, Bertrand va ser sens dubte un gran mecenes. Va cridar a Bolonya molts artistes per decorar el castell de Porta Galliera: entre ells, Giovanni di Balduccio i Giotto. Doctor en Dret Canònic, va promoure i encoratjar l'estudi d'aquesta disciplina a la Universitat de Bolonya i protegí especialment el jurista Giovanni d'Andrea, que li va dedicar una de les seves Novellae a decretalibus.
Bertrand també apareix en la novel·la d'Umberto Eco "El nom de la rosa".
El 1982 el premi Nobel Dario Fo feu Bertrand protagonista pel llarg monòleg Fabulazzo Osceno, en el qual l'actor explica l'anomenada "guerra de merda", segons una llegenda popular es diu que els fems van ser una "munició" important catapultada pels bolonyesos durant el setge de Bertrand al castell de Porta Galliera.